# 雷迪克 (佛罗里达州)
雷迪克（英語：Reddick），是美国佛罗里达州馬里昂縣下属的一座城市。建立于1925年。面积约为3.2平方公里（约合1.2平方英里）。根据2010年美国人口普查，该市有人口629人。论人口在本州排行第358。